# Шнифін
Шнифін (пол. Sznyfin, нім. Rasenau) — село в Польщі, у гміні Бук Познанського повіту Великопольського воєводства.
Населення — 140 осіб (2011).
У 1975-1998 роках село належало до Познанського воєводства.

## Демографія
Демографічна структура станом на 31 березня 2011 року:
|          | Загалом | Допрацездатний вік | Працездатний вік | Постпрацездатний вік |
| -------- | ------- | ------------------ | ---------------- | -------------------- |
| Чоловіки | 77      | 23                 | 47               | 7                    |
| Жінки    | 63      | 10                 | 37               | 16                   |
| Разом    | 140     | 33                 | 84               | 23                   |